# Segunda Guerra Anglo-Holandesa
A Segunda Guerra Anglo-Holandesa foi travada entre a República dos Países Baixos e o Reino da Inglaterra de março de 1665 a julho de 1667, sendo a segunda das Guerras Anglo-Holandesas travadas entre os dois países nos séculos XVII e XVIII pelo controle de rotas marítimas de comércio. Depois de sucessos iniciais ingleses, a guerra terminou com um resultado muito favorável aos holandeses, porém o ressentimento inglês e francês logo levaria a um novo conflito.